# Ozdakovci
Ozdakovci su naselje u Republici Hrvatskoj u Požeško-slavonskoj županiji, u sastavu općine Velika.

## Zemljopis
Ozdakovci su smješteni oko 7 km zapadno od Velike,  susjedna naselja su Smoljanovci na zapadu i Poljanska na istoku.

## Stanovništvo
Prema popisu stanovništva iz 2001. godine Ozdakovci su imali 12 stanovnika, dok su prema popisu stanovništva iz 1991. godine imali 38 stanovnika.
| broj stanovnika | 72    | 75    | 71    | 72    | 79    | 97    | 96    | 123   | 91    | 102   | 93    | 77    | 50    | 38    | 12    | 5     | 3     |
|                 | 1857. | 1869. | 1880. | 1890. | 1900. | 1910. | 1921. | 1931. | 1948. | 1953. | 1961. | 1971. | 1981. | 1991. | 2001. | 2011. | 2021. |